# La Celle-sous-Chantemerle
La Celle-sous-Chantemerle ist eine französische Gemeinde mit 137 Einwohnern (Stand: 1. Januar 2022) im Département Marne in der Region Grand Est. Sie gehört zum Kanton Vertus-Plaine Champenoise und zum Arrondissement Épernay.

## Lage
Die Gemeinde La Celle-sous-Chantemerle liegt im Westen der Trockenen Champagne etwa auf halbem Weg zwischen den Städten Sézanne und Romilly-sur-Seine. Sie ist umgeben von folgenden Nachbargemeinden:
|             | Fontaine-Denis-Nuisy                        |                |
| Chantemerle | Kompassrose, die auf Nachbargemeinden zeigt | Saron-sur-Aube |
| Potangis    | Villiers-aux-Corneilles                     |                |

## Bevölkerungsentwicklung
| Jahr                       | 1962 | 1968 | 1975 | 1982 | 1990 | 1999 | 2008 | 2018 |
| -------------------------- | ---- | ---- | ---- | ---- | ---- | ---- | ---- | ---- |
| Einwohner                  | 156  | 137  | 125  | 143  | 136  | 136  | 165  | 142  |
| Quellen: Cassini und INSEE |      |      |      |      |      |      |      |      |

## Sehenswürdigkeiten

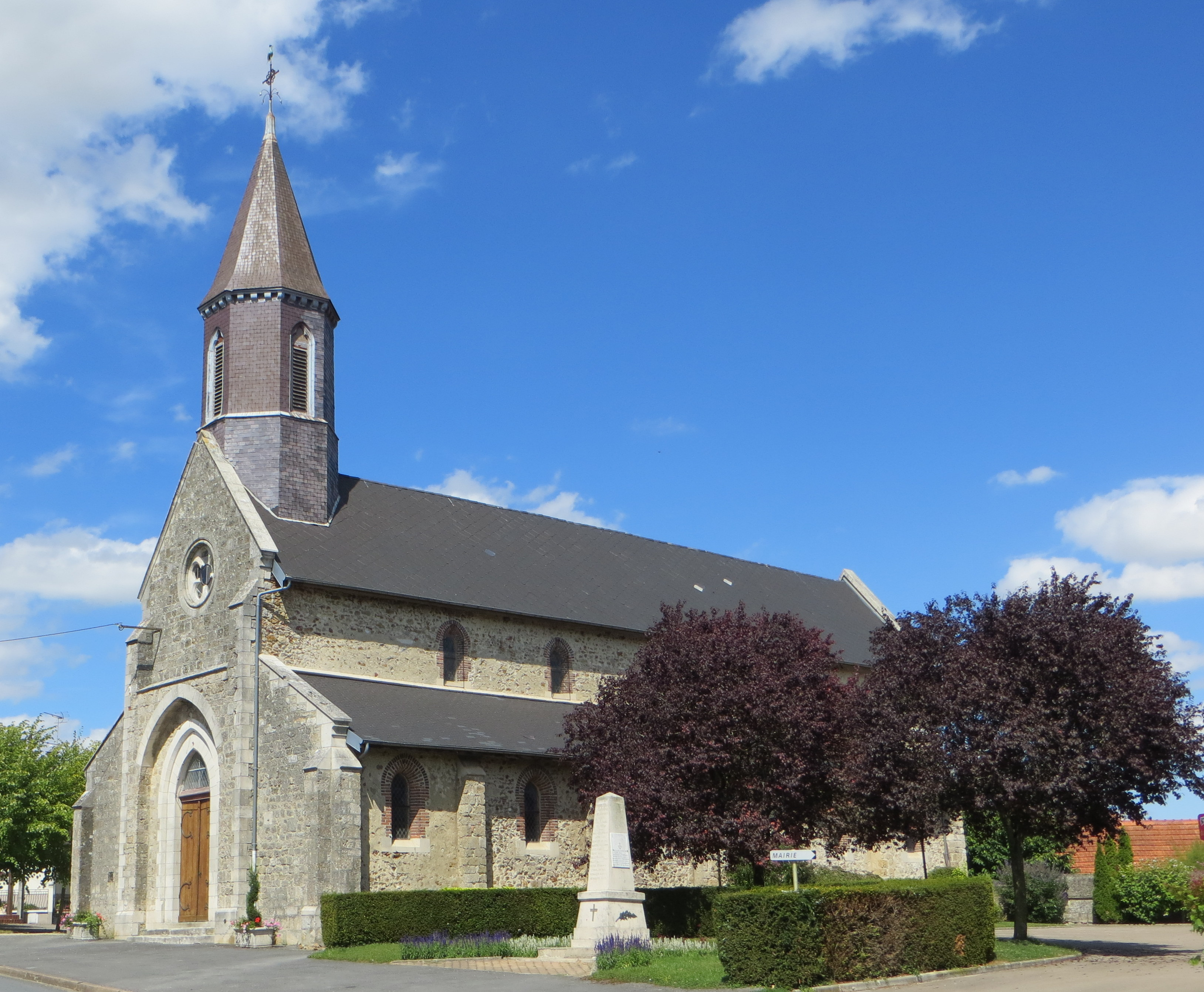
Kirche Sainte-Trinité

- Kirche Sainte-Trinité